# Sydney Irving
Sydney Irving, baron Irving de Dartford (1er juillet 1918 - 18 décembre 1989) est un homme politique travailliste britannique.

## Biographie
Irving fait ses études à la Pendower School de Newcastle-upon-Tyne et à la London School of Economics. Il est enseignant et conférencier et conseiller municipal du Dartford Borough Council.
Irving est deux fois député de Dartford, élu à l'origine en 1955. Dans le gouvernement travailliste de Harold Wilson de 1964 à 1970, il est whip en chef adjoint du gouvernement et trésorier de la maison de 1964 à 1966, et est vice-président de la Chambre des communes de 1966 à 1970, lorsqu'il perd son siège au profit des conservateurs. Il est réélu en 1974, mais perd de nouveau le siège en 1979, au profit du conservateur Bob Dunn. Par la suite, le 10 juillet 1979, Irving est créé pair à vie avec le titre de baron Irving de Dartford, de Dartford dans le comté de Kent.